# Podoscirtodes
Podoscirtodes is een geslacht van rechtvleugeligen uit de familie krekels (Gryllidae). De wetenschappelijke naam van dit geslacht is voor het eerst geldig gepubliceerd in 1956 door Lucien Chopard.

## Soorten
Het geslacht Podoscirtodes omvat de volgende soorten:
- Podoscirtodes americanus Saussure, 1878
- Podoscirtodes amusus Saussure, 1874
- Podoscirtodes colombicus Walker, 1869
- Podoscirtodes consimilis Walker, 1869
- Podoscirtodes contiguus Walker, 1869
- Podoscirtodes couloni Saussure, 1874
- Podoscirtodes elongatus Chopard, 1925
- Podoscirtodes hirtellus Saussure, 1878
- Podoscirtodes maculipennis Saussure, 1878
- Podoscirtodes modestus Brunner von Wattenwyl, 1893
- Podoscirtodes orocharoides Hebard, 1928
- Podoscirtodes viduus Saussure, 1874